# Martine McCutcheon
Martine McCutcheon, född Martine Kimberley Sherrie Ponting den 14 maj 1976 i Hackney, London, är en brittisk sångerska, skådespelare och TV-personlighet.

## Filmografi (urval)
- 2008 – Echo Beach (TV-serie)
- 2003 – Love Actually

## Fotnoter
1. ↑  SNAC, SNAC Ark-ID: w6tx6036, läs online, läst: 9 oktober 2017.[källa från Wikidata]